# Pescatori vicino al castello di Muiden
Pescatori vicino al castello di Muiden è un dipinto di Arent Arentsz. Eseguito verso il 1630, è conservato alla National Gallery di Londra. Era stato attribuito in passato a Esaias van de Velde.

## Descrizione
L'opera raffigura un gruppo di pescatori, soggetto ricorrente nella pittura di Arentsz. Alle loro spalle, un paesaggio marino con barche e, sullo sfondo, il castello di Muiden, nei pressi di Amsterdam, visto da ovest.